# William and Flora Hewlett Foundation
La fundación William y Flora Hewlett, generalmente conocida como fundación Hewlett , es una fundación privada creada por el cofundador de Hewlett-Packard William Redington Hewlett y su mujer Flora Lamson Hewlett en 1966.  Los premios de la Fundación Hewlett se conceden a varias causas liberales y progresistas.
Con activos de aproximadamente 10 mil millones de dólares, Hewlett es una de las fundaciones de caridad más ricas de los Estados Unidos. Según datos de la OCDE, la Fundación es una de las organizaciones filantrópicas de carácter privado que más contribuyeron a la cooperación y el desarrollo con una aportación de 1,60 millardos de dólares en 2020. La Fundación apoya a programas de educación, del entorno, población y desarrollo globales, las artes escénicas, y filantropía. La fundación Hewlett está establecida en Menlo Park, California.

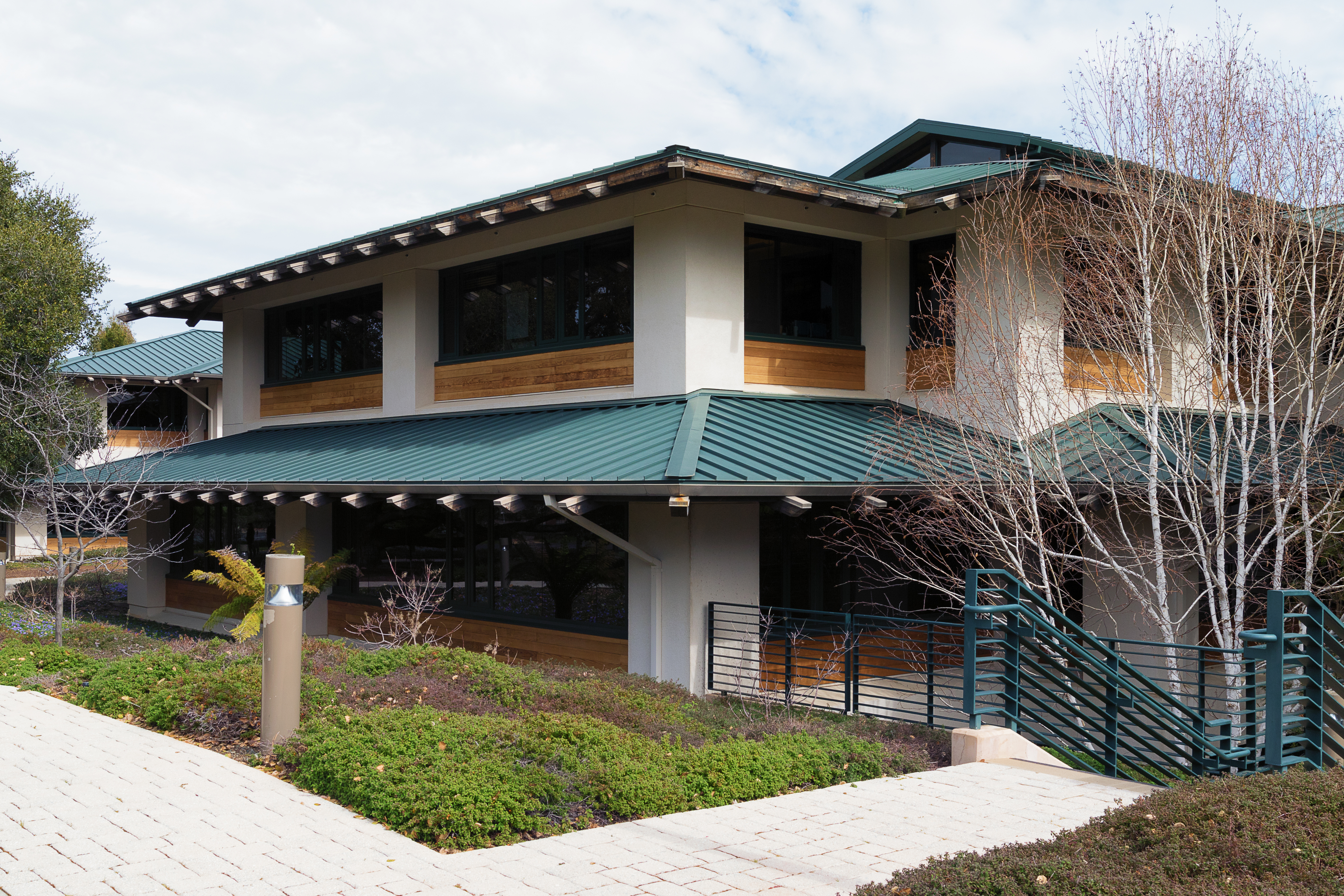
Las oficinas de la fundación en Menlo Park

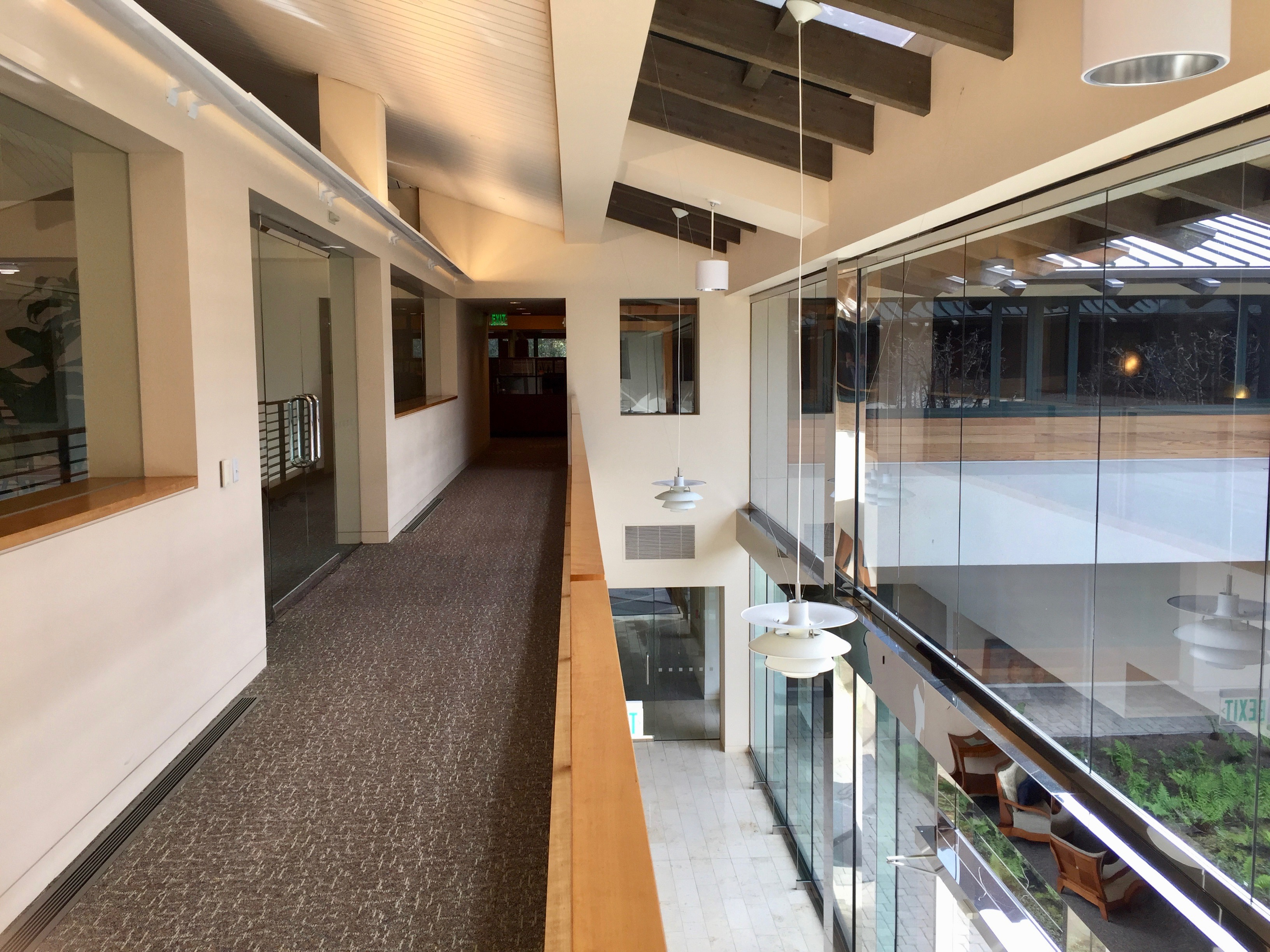
Interior de la sede de la fundación

### Educación
En 2001, la fundación dio 400 millones de dólares a la Universidad de Stanford para humanidades, ciencias, y educación preuniversitaria. En su tiempo, la donación fue la más grande hecha jamás a una universidad. En 2007, la fundación Hewlett hizo una donación de 113 millones de dólares a la Universidad de California en Berkeley para crear 100 nuevas dotaciones de profesorado y proporcionar ayuda financiera para estudiantes de posgrado.
| Organización                                                       | Cantidad (millones de dólares estadounidenses) |
| ------------------------------------------------------------------ | ---------------------------------------------- |
| La Campaña Nacional para Impedir Adolescente y Unplanned Embarazo  | 60.2                                           |
| Centro de Búsqueda de Desarrollo internacional                     | 57.1                                           |
| Stichting Hivos                                                    | 28.8                                           |
| Internacional Previsto Parenthood Federación En todo el mundo Inc. | 28.8                                           |
| Centro para Desarrollo Global                                      | 26.0                                           |
| Previsto Parenthood Federación de América, Inc.                    | 21.4                                           |
| Recurso natural Governance Instituto                               | 21.0                                           |
| Ipas                                                               | 20.4                                           |
| Regents De la Universidad de California                            | 17.8                                           |
| Pratham EE.UU.                                                     | 17.4                                           |
| Brookings Institución                                              | 16.9                                           |
| MSI-EE.UU.                                                         | 16.7                                           |
| Centro encima Presupuesto y Prioridades de Política                | 16.5                                           |
| Agencia de Referencia de la población, Inc.                        | 16.4                                           |
| Salud y Población africanas Inc. de Centro de la Búsqueda          | 15.1                                           |
| Iniciativa internacional para Evaluación de Impacto, Inc.          | 15.0                                           |
| Guttmacher Inc. de Instituto                                       | 14.9                                           |
| Pan para el Instituto Mundial, Inc.                                | 13.8                                           |
| Consejo de población, Inc.                                         | 13.0                                           |
| Inc. de Fundación de las Naciones Unidas                           | 13.0                                           |
| Oxfam-América, Inc.                                                | 12.7                                           |
| Marshall alemán Fondo de los EE. UU.                               | 11.6                                           |
| Instituto Mexicano para la Competitividad, Un.C.                   | 11.5                                           |
| Centro africano para Transformación Económica                      | 11.2                                           |
| Fundación de mareas                                                | 11.1                                           |
| Acción de población Internacional                                  | 10.7                                           |
| Instituto de Massachusetts de Tecnología                           | 9.1                                            |
| Centro de mareas                                                   | 8.6                                            |
| Centro para Inc. de Derechos Reproductivos                         | 8.6                                            |
| Servicio Televisivo independiente, Inc.                            | 8.0                                            |

## Consejo de administración

### Miembros del consejo
- Stephen C. Neal, Presidente de la comisión
- Larry D. Kramer, Presidente
- Mariano-Florentino Cuéllar
- Alecia A. DeCoudreaux
- Persis Drell
- Eric Gimon
- Billy Hewlett
- Patricia House
- Brian Jaffe
- Mary H. Jaffe
- Koh Boon Hwee
- Rick Levin
- James Manyika
- Rakesh Rajani